# 钢化塑料
钢化塑料，是一类在静态或受到低速冲击力时表现强度和刚性，而在受到高速冲击力时表现延展性和吸能性，不容易发生脆性破坏的塑料。典型品种有PC/ABS类、PC/SAN类、PC/PBT类、PC/PP类、PC/PMMA类等钢化塑料。

## 特点
钢化塑料有如下特点：
- 在静态或受到低速冲击力时，体现普通工程塑料所具有的强度和刚性；而在受到高速冲击力时，体现出橡胶一样的延展性和韧性，从而起到吸能和防护等作用。而普通增韧塑料在受到高速冲击力时，会发生大量的裂纹引发和扩展现象，体现脆性破坏。
- 即使受外力作用导致材料发生破坏时，破损处体现出韧性破坏，而不是出现锐角、碎片四溅这样的脆性破坏。[1]

## 性能参数
- 特殊的应力-应变行为：随着拉伸速度的提高，普通工程塑料合金的拉伸模量增加，而断裂伸长率减小；而“钢化塑料”与之相反，随着拉伸速度的提高，拉伸模量减小，且仍然保持较高的断裂伸长率；
- 高速冲击下能量吸收能力高：普通工程塑料合金在受到高速冲击力时多表现为刚性和脆性破坏，容易发生裂纹扩展现象；而“钢化塑料”则表现为吸能和韧性破坏，不容易产生裂纹、锐角及碎片。[2]

## 应用领域
- 可应用于汽车内、外饰件，在碰撞能量吸收技术中发挥重要作用，提高汽车的安全性;
- 可应用于运动器材，当关节在受到撞击时，可使冲击力迅速得到缓冲，更好地保护人体的骨骼。[3]